# بخش یونین (شهرستان لارنس، اوهایو)
بخش یونین (به انگلیسی: Union Township) یک منطقهٔ مسکونی در ایالات متحده آمریکا است که در شهرستان لارنس، اوهایو واقع شده است. بخش یونین ۸۴٫۳۵ کیلومتر مربع مساحت و ۹٬۰۸۶ نفر جمعیت دارد و ۱۸۰ متر بالاتر از سطح دریا واقع شده است.